# Paulo, Mexiko
Paulo är en ort i Mexiko.   Den ligger i kommunen Cabo Corrientes och delstaten Jalisco, i den sydvästra delen av landet, 700 km väster om huvudstaden Mexico City. Paulo ligger 205 meter över havet och antalet invånare är 141.
Terrängen runt Paulo är kuperad åt nordväst, men åt sydost är den platt. Runt Paulo är det glesbefolkat, med 11 invånare per kvadratkilometer. Närmaste större samhälle är El Tuito, 12,8 km norr om Paulo. I omgivningarna runt Paulo växer i huvudsak lövfällande lövskog.